# Sacha Sperling
Pour les articles homonymes, voir Kurys et Sperling.
Sacha Sperling (de son vrai nom Yacha Kurys) est un écrivain français né le 17 mai 1990. Il est le fils des cinéastes Alexandre Arcady et Diane Kurys, et le demi-frère du réalisateur Alexandre Aja.

## Biographie

### Enfance et études
Yacha Kurys dit Sacha Sperling nait à Paris le 17 mai 1990. Sa mère est la réalisatrice et productrice de cinéma Diane Kurys. Elle est notamment connue pour ses films tels que Diabolo menthe, Coup de foudre, La Baule-Les-Pins ou encore Sagan. À la ville, elle est la compagne et l'associée du père de Sacha Sperling, Alexandre Arcady, lui aussi producteur et réalisateur de cinéma: Le Coup de sirocco, Le Grand pardon, L'Union sacrée.
Sacha Sperling commence à écrire alors qu'il est encore élève à l'École alsacienne.

## Écriture

### Mes illusions donnent sur la cour
À dix-huit ans, il envoie un manuscrit aux Editions Fayard. Moins d'un an plus tard, son premier roman, Mes illusions donnent sur la cour, dont le titre est emprunté à une chanson de Serge Gainsbourg, devient l'un des grands succès de la rentrée littéraire 2009. Il en vendra près de 100 000 exemplaires en France. Il y raconte l'année scolaire d'un collégien parisien issu de la jeunesse dorée : ses amours, ses parents dont il s'éloigne peu à peu, les cours qu'il délaisse, l'alcool, la drogue. Son style d'écriture est remarqué. On le compare à Fançoise Sagan ou encore à Bret Easton Ellis. Frédéric Beigbeider dit du livre qu'il est "tranchant comme du Sagan", Eric Neuhoff écrit dans Le Figaro " Voici un ton, une promesse. Bonjour succès". Pour Fabrice Gaignault, "C'est le texte sublime d'un gamin ultradoué". Dans Le Monde, Nils C. Ahl évoque "de vraies bonnes trouvailles, une narration qui se tient, du début à la fin. Des qualités indéniables de nos jours'". Dans Le Point, Jean-Paul Enthoven écrit : "Il est cruel, lucide, méchant, tendre, non dupe. Il ne fait pas de littérature et, du coup, il en fait, parfois, de l’excellente. Son bréviaire pourrait, à cet égard, servir de petite bible très culte aux ados en colère." Enfin, François Busnel, qui le reçoit lors du premier numéro de l'année de La Grande Librairie, "Attend la suite de la carrière de Sperling avec impatience."
Il se fera remarquer par de nombreux passages télévisés notamment à La Grande Librairie, Au Grand Journal, Chez Salut les Terriens, Paris Dernière. Le comportement du jeune homme interpelle: son style de vie, sa bande d'amis, sa famille. Plusieurs articles sortent dans les journaux à la rubrique société. Clémentine Goldszal consacre plusieurs pages au "Phénomène Sperling: spleen de la jeunesse dorée" dans les pages du magazine Elle.
Son roman est en lice pour le Prix de Flore, ainsi que pour le prix littéraire Prince-Pierre-De-Monaco.
Mes illusions donnent sur la cour a été traduit dans une dizaine de pays, entre autres : En Allemagne (Ich dich auch nicht, éd. Piper). Aux Pays-Bas (Ik, voor eeuwig, éd. Meulenhoff). En Italie (Le miei illusioni danno sul cortile, éd. Einaudi). Au Brésil (Ilusões pesadas, éd. Companhia das Letras), en vietnamien (Ao anh tuoi hoc tro, éd. IPM), en coréen (내 환상은 안마당을 향해 있다, éd. Munhakdongne), en tchèque (Bludy z nudy, éd. Světová knihovna), en chinois (院中的幻影, éd. Jilin).

### Les coeurs en skaï mauve
Son second roman, Les cœurs en skaï mauve, est paru chez Fayard le 17 août 2011. Le titre est emprunté à 37°2 le matin, le roman de Philippe Djian. Il y raconte la romance, le temps d'un été, entre un jeune homme paumé et une jeune fille ambitieuse. Le livre déroute par son style. En effet, Sperling effectue un virage qui surprend certains journalistes: "retrouvera-t-on la plume de notre nouveau charmant petit monstre?", s'interroge Olivia de Lamberterie. D'autres, en revanche, sont séduits par la prise de risque du jeune auteur. Dans Marie Claire, par exemple on peut lire: " Sacha Sperling dissèque «Les cœurs en skaï mauve», ceux qui battent sous l’épiderme diaphane de très jeunes gens perdus. Sont-ils en Amérique, comme leurs rêves en technicolor factice voudraient les y téléporter? Plus prosaïquement en France, dans ces vastes zones où toute beauté est abolie. Dans une langue où fleurissent les images aussi étranges que belles, Sacha Sperling renouvelle l’exploit."
Sacha Sperling, lui, répond dans les colonnes de Libération: "Je ne voulais pas écrire mon premier roman encore et encore. Même si beaucoup auraient préféré que je fasse ça!"

### J'ai perdu tout ce que j'aimais
En septembre 2013, il sort son troisième roman J'ai perdu tout ce que j'aimais toujours chez Fayard. Le titre est cette fois emprunté à une chanson d'Alain Souchon. Dans ce roman en grande partie autobiographique, il revient sur son parcours après le succès de son premier livre. La presse salue l'ouvrage. Jérôme Béglé salue: " le retour de l'enfant prodigue". L'auteur se retrouve de nouveau en lice pour le Prix de Flore et sur la liste de pré-sélection du Prix Renaudot.

### Histoire de petite fille
En 2016, Sacha Sperling quitte Fayard pour rejoindre les Éditions du Seuil. Il y sort son quatrième roman, Histoire de petite fille : « Dans ce nouveau livre, c'est la première fois que je ne parle pas de moi ou de ma vie… J'essaie d'être écrivain avant d'être en analyse ». Dans ce roman, salué par la critique et couronné par un succès en librairie, Sacha Sperling raconte l'ascension fulgurante d'une actrice de films X à Los Angeles. Le livre sera sélectionné sur la liste du prix Renaudot printemps 2016.
Dans l'édito du Point, Patrick Besson écrit : « Le grand roman du printemps 2016 est un petit livre écrit par un jeune homme qui a déjà tout compris d'une vie qu'il n'a pas encore vécue : Sacha Sperling. Il a vingt-cinq ans mais ce ne sont pas les vingt-cinq ans de n'importe qui, ce sont les vingt-cinq ans du Fitzgerald de L'Envers du paradis, du Tolstoï d'Enfance, de la Sagan de La Chamade. Les grands écrivains ne sont jamais petits, ils sont tout de suite vieux. Le quatrième ouvrage de Sperling – autant lui enlever dès maintenant son prénom Sacha, un peu comme on a enlevé son nom à Guitry – raconte une histoire de sexe et de mort. L'amour, en littérature, ne compte pas. Ni Lumière d'août ni Belle du seigneur ne sont des romans d'amour : ce sont, comme tous les chefs-d'œuvre, des textes froids et meurtriers où les sentiments sont tous coupables et à ce titre condamnés par l'auteur. »

### Le fils du pêcheur
Lors de la rentrée littéraire 2021, Sacha Sperling publie son cinquième roman aux éditions Robert Laffont. Dans Le fils du pêcheur, il renoue avec l’autofiction ainsi qu’avec le romantisme noir de son premier roman. L’intrigue se déroule entre Paris et la Normandie. Entre son histoire d’amour passé avec Mona, et sa passion au présent avec Léo. "Le fils du pêcheur marque son retour à l'autofiction, ce qu'il sait faire de meilleur" écrira Jean-Claude Perrier dans Livres Hebdo.
Au cours d'un long entretien pour le magazine Paris Match, il se confie sur sa vie et sa carrière, à la journaliste Karelle Fitoussi. "J'aime les excès, l'heure de la nuit où les choses tournent. Je sais qu'il y a de grands écrivains du bonheur, mais moi, la littérature qui m'a accompagnée parlait des méandres."
Il revient également sur le succès de son premier roman et sur la soudaine notoriété qui a suivi : « C'était fou, disproportionné. Le livre était violent, les personnages étaient très jeunes. Alors, évidement, les gens étaient choqués, troublés, excités. Et je suis devenu l'incarnation de l'archetype du jeune parisien qui traine son spleen, bien malgré moi. » 

## Cinéma
En 2017, Sacha Sperling commence à écrire pour le cinéma. Il co-écrit le film Ma mère est folle de sa mère Diane Kurys. Cette comédie loufoque raconte l'histoire d'une mère fantasque (interprétée par Fanny Ardant), et de son fils ( interprété par le chanteur Vianney).
Il collabore de nouveau avec sa mère pour l'écriture de Moi qui t'aimais, un film qui retrace la vie de l'actrice Simone Signoret (interprétée par Marina Fois) et Yves Montand (interprété par Roshdy Zem).

## Publications
- Mes illusions donnent sur la cour, Paris, Éditions Fayard, 2009, 265 p. (ISBN 978-2-213-64416-5)[22]
- Les cœurs en skaï mauve, Paris, Éditions Fayard, 2011, 256 p. (ISBN 978-2-213-66305-0)[23]
- J’ai perdu tout ce que j’aimais, Paris, Éditions Fayard, 2013, 448 p. (ISBN 978-2-213-67816-0)[24],[25]
- Histoire de petite fille, Paris, Éditions du Seuil, 2016, 297 p. (ISBN 978-2-02-131124-2)
- Le fils du pêcheur, Paris, Robert Laffont , 2021, 345 p. (ISBN 978-2-221-25691-6)